# Робертс, Брайан (медиаменеджер)
Брайан Л. Робертс (англ. Brian L. Roberts; 28 июня, 1959, Филадельфия, Пенсильвания, США) — американский миллиардер, главный исполнительный директор  телекоммуникационной, вещательной и производственной компании Comcast. Сын Ральфа Робертса— одного из ее основателей.

## Биография
Родился в еврейской семье в Филадельфии.  Брайан впервые пришел на практику в компанию отца в возрасте 15 лет. Несмотря на желание Ральфа Робертса отправить сына на первую работу в другую компанию, тот начал работать в семейном бизнесе с самых низов — продавал кабельное телевидение как агент и прокладывал  провода на столбах. Брайан с детства ходил с отцом на переговоры, а в старших классах читал на переменах Wall Street Journal, чтобы проверить свои вложения в акции. Он окончил Уортонскую школу при Пенсильванском Университете. В 1986 году отец дал сыну место в совете директоров компании Turner Broadcasting System. В 1990 году, когда ему был 31 год, он возглавил Comcast. Тогда выручка была равна 675 млн долларов. В 2019 году она увеличилась до 110 млрд. Через 7 лет Ральф Робертс передал сыну основную часть своих голосующих акций.
Журнал Forbes включил его в список 100 самых передовых руководителей инновационных компаний в мире в 2019 году. Тогда же издание расположило Робертса на 1281 месте среди богатейших людей планеты с состоянием в 1,8 млрд долларов по версии журнала. Издание Fortune ставило его на третье место в списке «бизнесменов года» в 2012 году. Робертс признавался управленцем года в США сайтом Institiutional Investor. В 2004 он был награжден Гуманитарной премией Центра Симона Визенталя. Работал в Совете по труду и конкуренции при президенте Обама, с которым был партнером по игре в гольф.
Брайан Робертс являлся крупным донором Демократической партии США.
Увлекается сквошем. Четырежды участвовал в Маккабиаде.

## О Comcast
Компания Comcast является основным оператором кабельного телевидения и дистрибьютером развлекательных и коммуникационных продуктов в США. Основана в 1963 году Ральфом Робертсом, Даниэлем Аароном и Юлианом Бродским. Первым толчком в развитии стали инвестиции в Group W Cable в 1986 и Storer Communications в 1988. Далее компания приобрела E.W. Scripps в 1995 году и Jones Intercable, Inc. в 1999 году. В 2002 году Comcast купила AT&T Broadband, в то время крупнейшего оператора кабельного телевидения в Соединенных Штатах за 44,5 млрд долларов. В 1996 году Comcast создала спортивный кабельный канал Comcast Sportsnet, который в 2001 году был объединен с Home Team Sports и переименован в Comcast Regional Sports Television. Далее компания приобретает E! Entertainment в 1997 и Golf Channel в 2001. В апреле 2005 года в сотрудничестве с Sony Pictures Entertainment Comcast приобрела Metro-Goldwyn-Mayer, Inc. Четыре года спустя было объявлено, что Comcast покупает 51 процент NBCUniversal у General Electric Co. Сделка была завершена в январе 2011 года. Два года спустя Comcast приобрела оставшиеся акции GE. В 2016 году NBCUniversal купила анимационную студию DreamWorks Animation. В 2018 Comcast приобрела европейского тв оператора Sky.